# طريق العودة (فلم 2020)
طريق العودة (بالإنجليزية: The Way Back) فيلم درامي رياضي أمريكي لعام 2020 من إخراج جافين أوكونور وكتابة براد إنجلسبي. الفيلم من بطولة النجوم بن أفليك وآل مادريجال وميكايلا واتكينز وجانينا جافانكار، والفيلم يروي قصة عامل بناء مدمن على الكحول تم تجنيده ليصبح مدربًا رئيسيًا لفريق كرة السلة في المدرسة الثانوية التي كان يرتادها في شبابه.
أصدرت شركة وارنر بروذرز الفيلم إلى دور العرض في الولايات المتحدة في 6 مارس 2020، واستجابة لتعليمات التباعد الاجتماعي وقت انتشار وباء كورونا، الذي تسبب في إغلاق دور السينما في جميع أنحاء العالم، أتاحت شركة وارنر بروذرز الفيلم للحصول عليه رقميًا في 24 مارس 2020. نال الفيلم تقييمات إيجابية بشكل عام من النقاد، كما نال أداء أفليك الثناء.

## طاقم التمثيل
- بن أفليك: في دور جاك كننجهام
- آل مادريجال: في دور دان
- ميكايلا واتكينز: في دور بيث
- جانينا جافانكار: في دور أنجيلا
- جلين تورمان: في دور دوك
- تود ستاشويك: في دور كورت
- براندون ويلسون: في دور براندون دوريت
- تشارلز لوت جونيور: في دور تشابس هندريكس
- ويل روب: في دور كيني دوز
- هايز ماك آرثر: في دور إريك
- راشيل كارباني: في دور ديان
- مارلين فورتي: في دور جيل
- ملفين جريج: في دور ماركوس باريش
- كريس برونو: في دور سال ديسانتو
- دان لوريا: في دور جيري نوريس[3]

## ملخص أحداث الفيلم
كان كل شيء يسير في الاتجاه الصحيح في حياة جاك كانينغهام، اثناء فترة المدرسة الثانوية. عاش كأيقونة لكرة السلة، وكان بإمكانه أن يحجز بطاقة دخوله إلى الكلية أو حتى إلى فرق المحترفين، ولكن بدلاً من ذلك، اختار الابتعاد عن اللعبة، وخسر مستقبله. لقد ولت أيام مجد جاك منذ زمن بعيد، ولكنه يحصل على فرصة لاستعادة حياته عندما يطُلب منه تدريب فريق كرة السلة المتعثر في مدرسته القديمة. يقبل جاك على مضض، ولا يفاجئ أحد أكثر من نفسه، وعندما يبدأ الأولاد في التجمع كفريق واحد والفوز، يشعر جاك انه قد يحصل على آخر فرصة له في الخلاص.

## استقبال الفيلم
حقق الفيلم إجمالي 13.6 مليون دولار في الولايات المتحدة وكندا، و 1.1 مليون دولار خارج أمريكا، بإجمالي 14.7 مليون دولار في جميع أنحاء العالم، مقابل ميزانية إنتاج تبلغ 21-25 مليون دولار. كان من المتوقع أن يصل إلى إجمالي 7- 10 ملايين دولار من 2718 دورًا للعرض في عطلة نهاية الأسبوع الافتتاحية، وحقق 2.6 مليون دولار في أول يوم له. وصل الفيلم إلى 8.5 مليون دولار، واحتل المركز الثالث في شباك التذاكر، ثم انخفض الفيلم بنسبة 70 ٪ في عطلة نهاية الأسبوع الثانية إلى 2.4 مليون دولار، ليحتل المركز السابع، بسبب جائحة كورونا في الولايات المتحدة.
حصل الفيلم على تقييم بلغ 84% على موقع تجميع آراء النقاد «الطماطم الفاسدة» بناء على مقالات 189 ناقد سينمائي. حصل الفيلم على متوسط نقاط يبلغ 66 من 100، استنادًا إلى 40 ناقدًا، مشيرين إلى آراء إيجابية بشكل عام.
منح الجمهور، الذي استطلعت آراؤه «سينما سكور» CinemaScore، الفيلم درجة "B"، وأفادت «بوست تواك PostTrak» أنها تلقت متوسط 3.5 من أصل 5 نجوم من المشاهدين، حيث قال 54٪ أنهم يوصون بمشاهدة الفيلم بالتأكيد. كتب تود مكارثي من هوليوود ريبورتر: «إن أفليك يعطي انطباعًا من الألفة الحميمة مع الألم والاشمئزاز الذاتي الذي يسيطر على حياته، كان من الواضح أن هذه الشخصية ومشروع الفيلم برمته يعنيان شيئًا مهمًا بالنسبة لأفليك، كما يوحي العنوان صراحة، وكل ذلك دون المبالغة في الميلودراما»، قال أوين جليبرمان من مجلة «فاراياتي»: «بن أفليك مقنع في دراما الإدمان والخلاص».

## وصلات خارجية
- طريق العودة على موقع IMDb (الإنجليزية)
- طريق العودة على موقع ميتاكريتيك (الإنجليزية)
- طريق العودة على موقع روتن توميتوز (الإنجليزية)
- طريق العودة على موقع ألو سيني (الفرنسية)
- طريق العودة على موقع أول موفي (الإنجليزية)
- طريق العودة على موقع فيلمافينيتي (الإسبانية)
- طريق العودة على موقع قاعدة بيانات الفيلم (الإنجليزية)
- طريق العودة على موقع ليتربوكسد (الإنجليزية)
- طريق العودة على موقع كينوبويسك (الروسية)